# Eidshaugane
Eidshaugane är en bergstopp i Antarktis. Den ligger i Östantarktis. Norge gör anspråk på området. Toppen på Eidshaugane är 1 960 meter över havet.
Terrängen runt Eidshaugane är varierad. Trakten är obefolkad. Det finns inga samhällen i närheten. 